# Xysticus croceus
Xysticus croceus es una especie de araña cangrejo del género Xysticus, familia Thomisidae. Fue descrita científicamente por Fox en 1937.
Mide unos 7 mm de largo. Busca presas para comer en la hierba y las hojas caídas. Se esconde debajo de las piedras en el invierno y se le ve a menudo en la primavera y principios del verano.

## Distribución geográfica
Habita en India, Nepal, Bután, China, Vietnam, Corea, Taiwán y Japón.